# تان یینگ (بازیکن واترپلو)
تان یینگ (انگلیسی: Tan Ying؛ زادهٔ ۳۰ ژوئن ۱۹۸۷) بازیکن واترپلو زن اهل چین است. وی در بازی‌های المپیک تابستانی ۲۰۰۸ شرکت کرده‌است.